# Josef Kylies
Josef Kylies (19. března 1890, Studeněves – 16. června 1946, Studeněves) byl český malíř a ilustrátor působící svou tvorbou při svém uvěznění v koncentračním táboře v Terezíně, ředitel hospodářského družstva a činovník (cvičitel) Sokola.

## Život
Josef Kylies byl malířství samouk. Absolvent slánského gymnázia. Jeho povolání bylo ředitel a sice ředitel hospodářského družstva. Ve Slaném založil umělecký odbor Trhlina spolu s Josefem Čížkem, které reprezentovalo, tak jako málo měst v České republice té doby, českou výtvarnou kulturu. Za druhé světové války 20. září 1944 byl na základě udání zatčen gestapem a 12. října 1944 deportován a vězněn v koncentračním táboře v Malé pevnosti Terezíně. Těsně před porážkou nacistického Německa byl 4. května 1945 ze zdravotních důvodů z Terezína propuštěn. Jeho přítel, Josef Čížek, zemřel v Malé pevnosti jen několik týdnů před koncem války, v dubnu roku 1945. Josef Kylies umírá na svobodě o rok později na následky utrpení v koncentračním táboře.
Jeho korespondence, kroniky, rukopisné vzpomínky či přímo výtvarná díla, kterých jsou na stovky zejména pak z období pobytu v táboře, jsou uloženy ve Slánském muzeu a soukromých sbírkách.

## Galerie

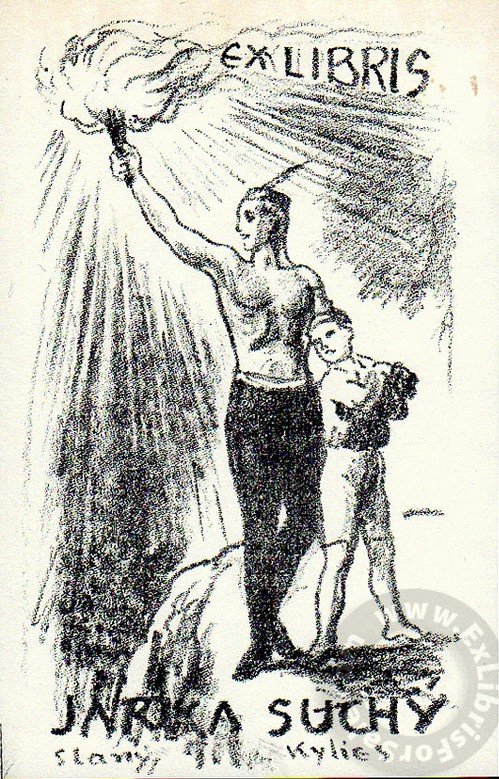
Ex libris Jarka Suchý, litografie (1923)
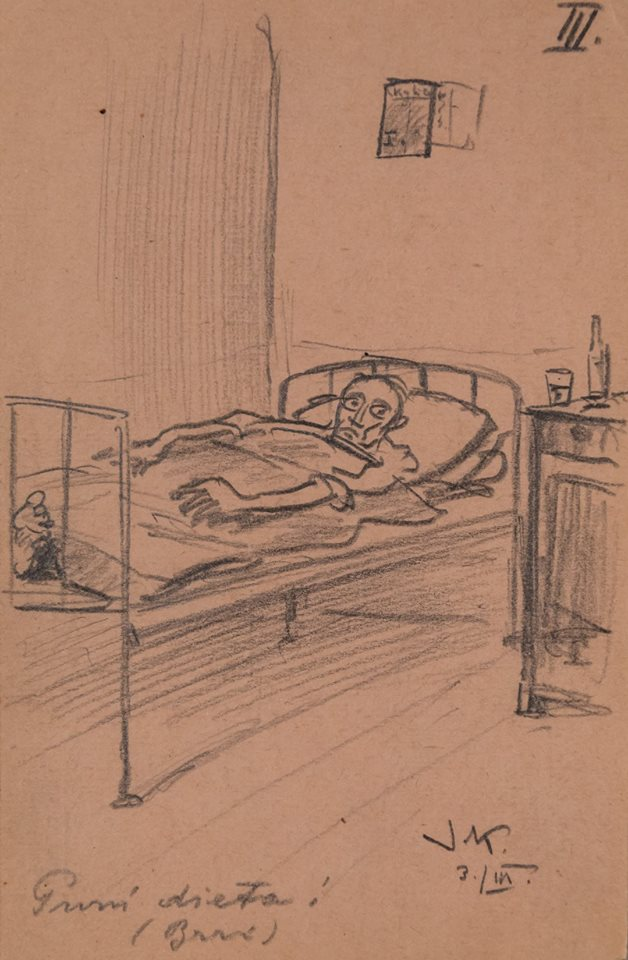
První dieta
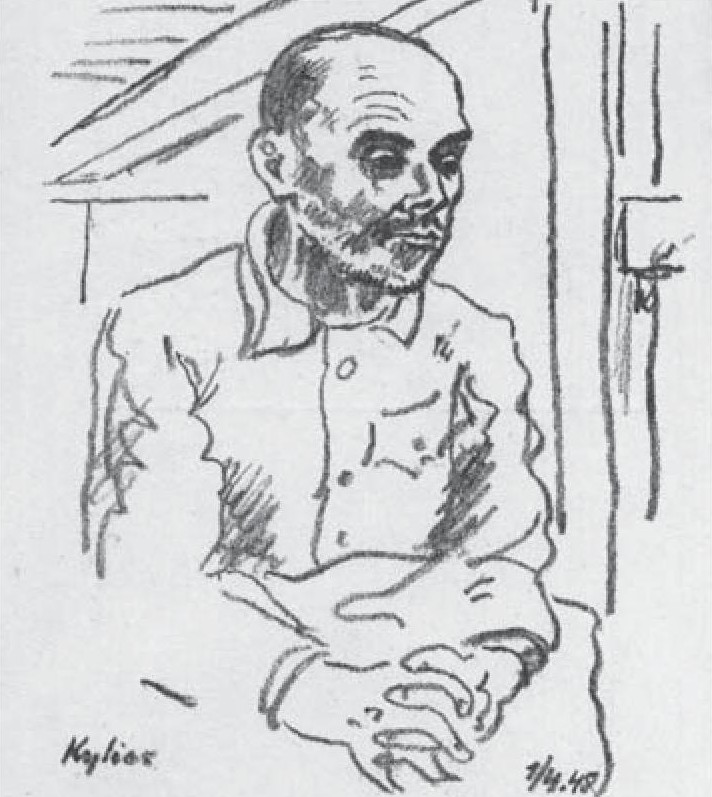
Kresba Josefa Čížka z koncentračního tábora v Terezíně (1. 4. 1945)
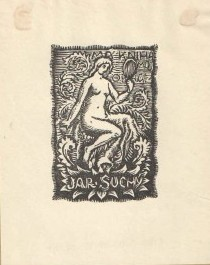
Ex libris Jaroslav Suchý
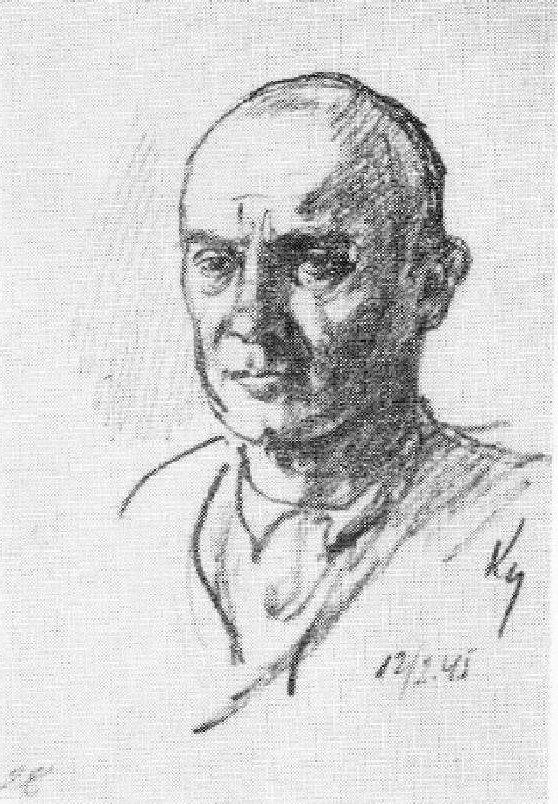
Poštovní ředitel Vojtěch Zajíček z Klatov (zemřel na tyf) legionář a výborný vypravěč